# نناد بیکوویچ
نناد بیکوویچ (انگلیسی: Nenad Bjeković؛ زادهٔ ۵ نوامبر ۱۹۴۷) بازیکن سابق یوگسلاو و مربی فوتبال اهل صربستان بود.
از باشگاه‌هایی که در آن بازی کرده‌است می‌توان به باشگاه فوتبال نیس و باشگاه فوتبال پارتیزان اشاره کرد.
وی همچنین در تیم ملی فوتبال یوگسلاوی بازی کرده‌است.